# 京浜電気鉄道26号形電車
京浜電気鉄道26号形電車（けいひんでんきてつどう26ごうがたでんしゃ）は、京浜急行電鉄の前身である京浜電気鉄道に過去に在籍していた電車である。

## 概要
1911年（明治44年）に天野工場（→日車東京支店）で26 - 28の3両が製造された。木造のモニター屋根、丸妻正面3枚窓、開放デッキ、トロリーポール集電、救助網付きの路面電車形であったが、側窓が飾り窓付き、客用扉は3箇所あり、中央扉は京浜初の両開き扉を採用している。車内はオールクロスシートであり、現在の京急優等車の原型ともいえよう。全長は15,240mm、台車はマウンテンギブソン12Fであった。
1919年（大正8年）に1号形18が事故廃車となった為、番号を詰めたので26 - 28が25 - 27となる。1933年（昭和8年）まで電動車であったが鋼製車の増備により制御車化され、わずかに夏季の海水浴急行の増結車として使用されていた。
1942年（昭和17年）の大東急発足によりクハ5210形5211 - 5213に改番され東横線に配転となったが、車庫で作業員の詰所代わりにされてあまり動くことはなく、5211・5212は1944年（昭和19年）に廃車となった。5213は戦災で焼損し1947年（昭和22年）にクハ3660形3661に車籍のみを譲り廃車となった。

## 主要諸元
- 全長 - 15,542mm
- 全幅 - 2,568mm
- 全高 - 3,806mm
- 定員 - 90名
- 主電動機 - 50馬力×4
- 台車 - マウンテンギブソン12F、後にブリル27GE